# Вест-индский доллар
Вест-индский доллар (Доллар Британской Вест-Индии) (англ. British West Indies dollar) — денежная единица британских владений, входивших в состав Британской Вест-Индии.

## История
Вест-индский доллар, равный 100 центам, введён в 1935 году. Его золотое содержание было зафиксировано в 0,746113 г чистого золота, паритетный курс к доллару США — 1,19107 доллара за 1 доллар США, к фунту стерлингов — 4,80 доллара за 1 фунт стерлингов.
Первоначально в наличном обращении доллар существовал только в виде банкнот частных банков.
В сентябре 1949 года одновременно с девальвацией фунта стерлингов была проведена и девальвация доллара, его золотое содержание было установлено в 0,518391 г чистого золота, курс к доллару США — 1,71429 доллара за 1 доллар США.
В 1951 году учреждён Валютный совет Британских Карибских территорий (British Caribbean Currency Board), которому дано исключительное право эмиссии. В том же году Валютный совет начал выпуск банкнот. Выпуск монет был начат в 1955 году, до этого в обращении использовались британские монеты и монеты Ямайки.
Вест-индский доллар находился в обращении:
- в 1935—1965 годах — на территории Барбадоса и Британской Гвианы;
- в 1935—1964 годах — на территории Тринидада и Тобаго, где был заменён на доллар Тринидада и Тобаго;
- в 1935—1958 годах — на территории британских Наветренных островов и Подветренных островов, а затем до 1965 года — на территории Федерации Вест-Индии;
- в 1955—1964 годах, параллельно с ямайским фунтом и фунтом стерлингов — на Ямайке. В тот же период был законным платёжным средством на Каймановых островах и островах Тёркс и Кайкос, где практически не использовался в обращении.

В октябре 1965 года Валютный совет Британских Карибских территорий был преобразован в Восточно-Карибское управление денежного обращения (Eastern Caribbean Currency Authority), а 6 октября 1965 года вместо вест-индского доллара введён в соотношении 1:1 восточно-карибский доллар.

## Монеты и банкноты
Чеканились монеты: 1⁄2, 1, 2, 5, 10, 25, 50 центов.
Выпускались банкноты Валютного совета Британских Карибских территорий: 1, 2, 5, 10, 20, 100 долларов.